# VESA Local Bus

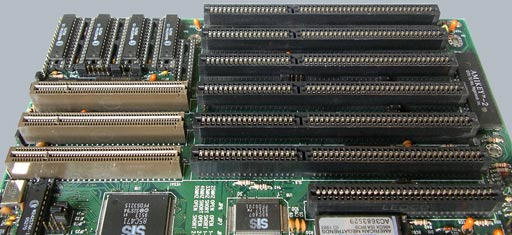
Slots VESA Local Bus (em marrom), estendendo slots ISA.

VESA Local Bus (normalmente abreviado para VLB) é um barramento local definido pela Video Electronics Standards Association, para os computadores IBM PC e compatíveis. O VLB é uma barramento de 32 bits que fisicamente, é uma extensão do slot ISA presente na placa-mãe dos microcomputadores desenvolvidos durante a era 80486. Com o avanço tecnológico dos microprocessadores e o surgimento do CAD, o VLB veio incrementar a performance de exibição em vídeo exigida pelo novo mercado.
Além de placas de vídeo, o VLB foi também utilizado para interfaces de disco e placas de rede. Devido a problemas com a impedância envolvida no projeto, uma placa-mãe podia ter apenas três slots VLB, o que era mais que suficiente para a maioria das aplicações da época.
O acrônimo VLB foi apelidado de Very Long Bus ("barramento muito longo"), devido ao comprimento do slot e das placas utilizadas nele.